# العنف الجنسي في جمهورية الكونغو الديمقراطية
وُصفِت جمهورية الكونغو الديموقراطية (المنطقة الشرقية من البلاد على وجه الخصوص) بأنّها «عاصمة الاغتصاب في العالم»، واعتُبر انتشار جميع أشكال العنف الجنسي في الكونغو وشدّته الأسوأ في العالم. تُعّرف منظّمة هيومن رايتس ووتش العنف الجنسي بأنّه «فعل ذو طبيعة جنسية يتمّ باستخدام القوّة أو بالتهديد بالقوّة أو بالإكراه، وتعرّف المنظّمةً الاغتصابَ على أنّه» شكلٌ من أشكال العنف الجنسيّ يتمّ فيه استباحة جسد الشخص، وينتج عنه اختراق (مهما كان طفيفاً) في أيّ جزء من جسم الضحيّة، في العضو الجنسي أو من فتحة الشرج أو الأعضاء التناسلية للضحيّة مع أي أداة أو أي جزء آخر من الجسد.
لجمهورية الكونغو الديموقراطيّة تاريخ طويل من الاضطربات وحالات عدم الاستقرار. على الرغم من أنّ العنف الجنسي ليس جديداً على البلاد، إلّا أنّ معدّلات العنف الجنسيّ قد تزايدت مع النزاعات المسلّحة التي انتشرت في أوائل التسعينيّات من القرن العشرين وما بعدها.
ركّزت الكثير من الأبحاث التي أجريت حول العنف الجنسيّ في جمهوريّة الكونغو الديموقراطيّة على أنّ العنف والاغتصاب الذي تتعرض له النساء على صلة مباشرة بالنزاعات المسلّحة، والتي تحدث بمعظمها في المناطق الشرقيّة من الكونغو. حيث تشهد تلك المناطق أعلى معدلّات للعنف الجنسي، وغالباً ما يكون مرتكبوها من الميليشيات المسلحة، لكن وبالمقابل فقد أظهرت العديد من الدراسات الأخرى أنّ ظاهرة العنف الجنسيّ منتشرة في جميع أنحاء البلاد ولا تقتصر على المناطق الشرقية ولا على أوقات النزاعات.
أثبت عدد كبير من الأدلّة أنّ للعنف الجنسي المنتشر في جمهورية الكونغو الديموقراطية انعكاساتٍ اجتماعية وفرديّة مباشرة، تمّ انتقاد الحكومة الكونغولية لعدم قيامها بواجباتها على أتم وجه لإنهاء هذه الظاهرة. يجرّم القانون الكونغولي العديد من أشكال العنف الجنسي لكن لا يتمّ تنفيذ هذه القوانين في أغلب الحالات.
مع أنّه من الصعب جدّاً إنكار ارتفاع معدلات العنف الجنسي الموجّه ضدّ النساء في البلاد إلّا أنّ هناك من يعتقد أنّ الاهتمام الدوليّ بحالات الاغتصاب الذي تتعرض له النساء في المناطق الشرقيّة يطغى على قضايا أخرى تستحقّ الاهتمام أيضاً، كالعنف الجنسيّ ضد الرجال والفتيان. وعلى الرغم من وفرة الأدلّة على مدى انتشار العنف الجنسي ضدّ النساء والأطفال والرجال في جميع أنحاء البلاد، إلّا أنّ هذا الموضوع لا يزال قيد البحث ويعتبر محكوماً بضعف الموارد.

## خلفية تاريخية
يوصف الاغتصاب في جمهورية الكونغو الديموقراطية في كثير من الأحيان على أنّه «سلاح حرب» وقد صنّفت الأمم المتّحدّة الاغتصابَ على أنّه سلاح حرب بشكلٍ رسميّ في عام 2008، يعتبر الاغتصاب في الحروب سلاحاً فعّالاً بشكل كبير، وذلك لأنّه لا يدمّر ضحاياه فقط، بل يدمّر مجتمعات بأكملها. دمّر العنف والحرب والاضطرابات العسكرية جمهورية الكونغو الديموقراطيّة لعقود طويلة، وأدّى ذلك إلى انتشار ثقافة العنف الذي غالباً ما يتّخذ طابعاً جنسيّأً في الحرب وفي الحياة المدنيّة على حدّ سواء.
في عام 1971 وبعد مرور 11 عام على استقلال جمهوريّة الكونغو في عام 1960، أعاد الرئيسُ موبوتو تسميةَ البلاد بـ «زائير»، وحكم البلاد في ظلّ نظامٍ استبداديّ فاسد، وتمّ استخدام الاعتداءات الجنسية خلال فترة حكمه كوسيلة للتعذيب.
حكم «موبوتو» حتى عام 1995، عندما فرّ العديد من مجرمي الإبادة الجماعية التي حدثت في رواندا عام 1994 عبر الحدود الغربية للبلاد إلى جمهورية الكونغو الديموقراطيّة أملاً منهم بالإفلات من العقاب. تمّت إعادة تشكيل ميليشيات الهوتو Hutu المتطرّفة وإعادة إرسالها إلى رواندا عبر الحدود، لا سيما في كيفو -المنطقة الشرقية من جمهورية الكونغو الديمقراطية- مما جلب الجريمة والعنف إلى الكونغو. حفّز تدفّق المتشدّدين والمعارك في بوروندي على قيام حرب الكونغو الأولى ونهاية نظام موبوتو. أطلق تحالف القوى الديمقراطية لتحرير الكونغو (AFDL) بقيادة لوران كابيلا تمرّدًا ضدّ نظام موبوتو في عام 1995 في الجزء الشرقي من البلاد وذلك نتيجة لانتشار العنف.
يعتقد منسّق برنامج العنف الجنسي في بوكافو ويلهلمين نتاكبوكا، أنّ زيادة حالات العنف الجنسي بدأت مع تدفق المقاتلين الأجانب:
أدّى العنف المنتشر في حرب الكونغو الأولى إلى قيام حرب الكونغو الثانية، التي انتهت رسميّاً عام 2006 بانتخاب أوّل رئيس منتخب ديمقراطيّاً في تاريخ البلاد «جوزيف كابيلا». ومع ذلك، فإنّ دورة العنف لم تنته حينها. حيث قامت مواجهة كبرى في عام 2007 بين القوات الحكومّية وقوات الجنرال التوتسي لوران نكوندا، كانت ذروتها في معركة كبرى في مقاطعة نورد - كيفو الشرقية. ازدادت حالات عدم الاستقرار والعنف بشكل كبير في الآونة الأخيرة وذلك منذ تمرّد أعضاء حكومة جمهورية الكونغو الديمقراطية وإنشاء حركة التمرّد (حركة 23 مارس)، بدعم من حكومة رواندا وأفراد من حكومة أوغندا. اتّهمت الأمم المتحدة في ديسمبر/ كانون الأول 2012، متمرّدي حركة 23 مارس بالاغتصاب وقتل المدنيين في شرق جمهورية الكونغو الديمقراطية. كما كانت هناك مؤخراً ادّعاءات بقيام حركة 23 مارس بهجوم عسكري و 72 تهمة أخرى متعلّقة بحوادث اغتصاب المدنيّين في منطقة مينوفا.